# ستيف تايلور (سياسي)
ستيف تايلور (بالإنجليزية: Steve Taylor)‏ هو سياسي أمريكي، ولد في 9 فبراير 1956.